# Parathrausta
Parathrausta is een geslacht van vlinders uit de familie van de grasmotten (Crambidae). De wetenschappelijke naam van dit geslacht is voor het eerst voorgesteld door Michael Seizmair in een publicatie uit 2024.
Dit geslacht is monotypisch, dat wil zeggen dat het maar één soort heeft namelijk Parathrausta internervalis Seizmair, 2024 uit Saudi Arabië.